# Hockey su prato ai Giochi della XXIX Olimpiade - Torneo maschile
Il torneo maschile di hockey su prato dei Giochi Olimpici di Pechino 2008 si svolge all'Olympic Green Hockey Field di Pechino fra l'11 e il 23 agosto.

## Formula
12 squadre sono inizialmente inserite in due gironi composti da 6 squadre ciascuno in cui ogni squadra affronterà le altre appartenenti allo stesso girone. Le prime due di ogni gruppo accederanno alle semifinali del torneo, in cui le perdenti giocheranno la finale 3º-4º posto che assegnerà la medaglia di bronzo mentre le vincenti si qualificheranno alla finale del torneo che assegnerà la medaglia d'oro e la medaglia d'argento.

## Squadre qualificate
| Data                 | Evento                   | Sede                    | Qualificate               |
| -------------------- | ------------------------ | ----------------------- | ------------------------- |
|                      | Nazione ospitante        |                         | Cina                      |
| 2-14 dicembre 2006   | Giochi Asiatici          | Doha, Qatar             | Corea del Sud Pakistan    |
| 14-22 luglio 2007    | Preolimpico africano     | Nairobi, Kenya          | Sudafrica                 |
| 14-29 luglio 2007    | Giochi Panamericani      | Rio de Janeiro, Brasile | Canada                    |
| 18-25 agosto 2007    | Campionato Europeo       | Manchester, Inghilterra | Paesi Bassi Spagna Belgio |
| 11-17 settembre 2007 | Coppa d'Oceania          | Buderim, Australia      | Australia                 |
| 2-10 febbraio 2008   | Preolimpico mondiale N°1 | Auckland, Nuova Zelanda | Nuova Zelanda             |
| 1-9 marzo 2008       | Preolimpico mondiale N°2 | Santiago, Cile          | Gran Bretagna             |
| 5-13 aprile 2008     | Preolimpico mondiale N°3 | Kakamigahara, Giappone  | Germania                  |

## Risultati

### Fase preliminare
Le migliori due squadre di ogni gruppo passano alle semifinali.
|  | Qualificate alle semifinali |
|  | Eliminate                   |

#### Gruppo A
| Squadra       | P.ti | G | V | P | S | GF | GS | DR |
| ------------- | ---- | - | - | - | - | -- | -- | -- |
| Spagna        | 12   | 5 | 4 | 0 | 1 | 9  | 5  | +4 |
| Germania      | 11   | 5 | 3 | 2 | 0 | 12 | 6  | +6 |
| Corea del Sud | 7    | 5 | 2 | 1 | 2 | 13 | 11 | +2 |
| Nuova Zelanda | 7    | 5 | 2 | 1 | 2 | 10 | 9  | +1 |
| Belgio        | 4    | 5 | 1 | 1 | 3 | 9  | 13 | −4 |
| Cina          | 1    | 5 | 0 | 1 | 4 | 7  | 16 | −9 |

| Data     | Ora¹  | Partita       | Partita | Partita       |
| -------- | ----- | ------------- | ------- | ------------- |
| 11.08.08 | 8.30  | Germania      | 4-1     | Cina          |
| 11.08.08 | 18.00 | Corea del Sud | 1-3     | Nuova Zelanda |
| 11.08.08 | 20.30 | Spagna        | 4-2     | Belgio        |
| 13.08.08 | 10.30 | Cina          | 2-5     | Corea del Sud |
| 13.08.08 | 18.30 | Belgio        | 1-1     | Germania      |
| 13.08.08 | 20.30 | Nuova Zelanda | 0-1     | Spagna        |
| 15.08.08 | 08.30 | Spagna        | 2-1     | Cina          |
| 15.08.08 | 18.00 | Belgio        | 2-4     | Nuova Zelanda |
| 15.08.08 | 20.30 | Corea del Sud | 3-3     | Germania      |
| 17.08.08 | 10.30 | Corea del Sud | 3-1     | Belgio        |
| 17.08.08 | 18.30 | Nuova Zelanda | 2-2     | Cina          |
| 17.08.08 | 21.00 | Germania      | 1-0     | Spagna        |
| 19.08.08 | 10.30 | Germania      | 3-1     | Nuova Zelanda |
| 19.08.08 | 18.30 | Corea del Sud | 1-2     | Spagna        |
| 19.08.08 | 21.00 | Belgio        | 3-1     | Cina          |

- (¹) - Ora locale (UTC +8)

#### Gruppo B
| Squadra       | P.ti | G | V | P | S | GF | GS | DR  |
| ------------- | ---- | - | - | - | - | -- | -- | --- |
| Paesi Bassi   | 13   | 5 | 4 | 1 | 0 | 16 | 6  | +10 |
| Australia     | 11   | 5 | 3 | 2 | 0 | 24 | 7  | +17 |
| Gran Bretagna | 8    | 5 | 2 | 2 | 1 | 10 | 7  | +3  |
| Pakistan      | 6    | 5 | 2 | 0 | 3 | 11 | 13 | -2  |
| Canada        | 4    | 5 | 1 | 1 | 3 | 10 | 17 | −7  |
| Sudafrica     | 0    | 5 | 0 | 0 | 5 | 4  | 25 | −21 |

| Data     | Ora¹  | Partita       | Partita | Partita       |
| -------- | ----- | ------------- | ------- | ------------- |
| 11.08.08 | 10.30 | Pakistan      | 2-4     | Gran Bretagna |
| 11.08.08 | 18.30 | Australia     | 6-1     | Canada        |
| 11.08.08 | 21.00 | Paesi Bassi   | 5-0     | Sudafrica     |
| 13.08.08 | 08.30 | Sudafrica     | 0-10    | Australia     |
| 13.08.08 | 18.00 | Canada        | 1-3     | Pakistan      |
| 13.08.08 | 21.00 | Paesi Bassi   | 1-0     | Gran Bretagna |
| 15.08.08 | 10.30 | Paesi Bassi   | 4-2     | Canada        |
| 15.08.08 | 18.30 | Pakistan      | 1-3     | Australia     |
| 15.08.08 | 21.00 | Sudafrica     | 0-2     | Gran Bretagna |
| 17.08.08 | 08.30 | Gran Bretagna | 1-1     | Canada        |
| 17.08.08 | 18.00 | Pakistan      | 3-1     | Sudafrica     |
| 17.08.08 | 20.30 | Australia     | 2-2     | Paesi Bassi   |
| 19.08.08 | 08.30 | Paesi Bassi   | 4-2     | Pakistan      |
| 19.08.08 | 18.00 | Canada        | 5-3     | Sudafrica     |
| 19.08.08 | 20.30 | Australia     | 3-3     | Gran Bretagna |

### Fase ad eliminazione diretta

#### Finali

##### 11º e 12º posto
| Arbitro: | Rob Ten Cate (NED), Satinder Kumar (IND) |

|                           |           |                                   |
| Na 32' Song 53', 58', 85' | Marcatori | Tsolekile 3' Symons 63' Smith 70' |

##### 9º e 10º posto
| Arbitro: | David Leiper (GBR), Xavier Adell (ESP) |

|                                     |           |  |
| Dekeyser 1' Dohmen 22' Dekeyser 69' | Marcatori |  |

##### 7º e 8º posto
| Arbitro: | Kim Hong Lae (KOR), Gary Simmonds (RSA) |

|                                        |           |                       |
| Child 25' Shaw 38' Brooks 42' Shaw 52' | Marcatori | 45' Bilgrami 55' Butt |

##### 5º e 6º posto
| Arbitro: | Murray Grime (AUS), Roel Van Eert (NED) |

|                                                       |           |                   |
| Middleton 44' Jackson 49' Clarke 54', 63' Kirkham 70' | Marcatori | Jang 48' Hyun 67' |

#### Fase finale
|  | Semifinali  | Semifinali  | Semifinali |          |        | Finale          | Finale          | Finale          |  |
|  |             |             |            |          |        |                 |                 |                 |  |
|  | Spagna      | Spagna      | 3          |          |        |                 |                 |                 |  |
|  | Spagna      | Spagna      | 3          |          |        |                 |                 |                 |  |
|  | Australia   | Australia   | 2          |          |        |                 |                 |                 |  |
|  | Australia   | Australia   | 2          |          | Spagna | Spagna          | 0               |                 |  |
|  |             |             |            |          | Spagna | Spagna          | 0               |                 |  |
|  |             |             | Germania   | Germania | 1      |                 |                 |                 |  |
|  | Paesi Bassi | Paesi Bassi | Germania   | Germania | 1      | 1 (3)           |                 |                 |  |
|  | Paesi Bassi | Paesi Bassi |            |          |        | 1 (3)           |                 |                 |  |
|  | Germania    | Germania    | 1 (4)      |          |        | Finale 3º posto | Finale 3º posto | Finale 3º posto |  |
|  | Germania    | Germania    | 1 (4)      |          |        |                 |                 |                 |  |
|  |             |             |            |          |        |                 |                 |                 |  |
|  |             |             |            |          |        | Australia       | Australia       | 6               |  |
|  |             |             |            |          |        | Australia       | Australia       | 6               |  |
|  |             |             |            |          |        | Paesi Bassi     | Paesi Bassi     | 2               |  |

##### Semifinali
| Arbitro: | David Gentles (AUS), John Wright (RSA) |

|           |           |               |
| Hoyng 66' | Marcatori | 68' P. Zeller |

| Arbitro: | Henrik Ehlers (DEN), Christian Blasch (GER) |

|                                           |           |                                  |
| Eduard Tubau 39', 44' Santiago Freixa 68' | Marcatori | 1' Des Abbott 37' Eddie Ockenden |

##### Finale 3º e 4º posto
| Arbitro: | Andy Mair (GBR), Christian Blasch (GER) |

|                                                               |           |                            |
| Ockenden 5', 6' Abbot 9' Matheson 28' Hammond 42' Doerner 62' | Marcatori | Taekema 12' de Nooijer 27' |

##### Finale 1º e 2º posto
| Arbitro: | Henrik Ehlers (DEN), David Gentles (AUS) |

|  |           |            |
|  | Marcatori | Zeller 16' |

- (¹) - Ora locale (UTC +8)

## Classifica finale
| Posizione | Squadra       |
| --------- | ------------- |
|           | Germania      |
|           | Spagna        |
|           | Australia     |
| 4         | Paesi Bassi   |
| 5         | Gran Bretagna |
| 6         | Corea del Sud |
| 7         | Nuova Zelanda |
| 8         | Pakistan      |
| 9         | Belgio        |
| 10        | Canada        |
| 11        | Cina          |
| 12        | Sudafrica     |